# 二形性

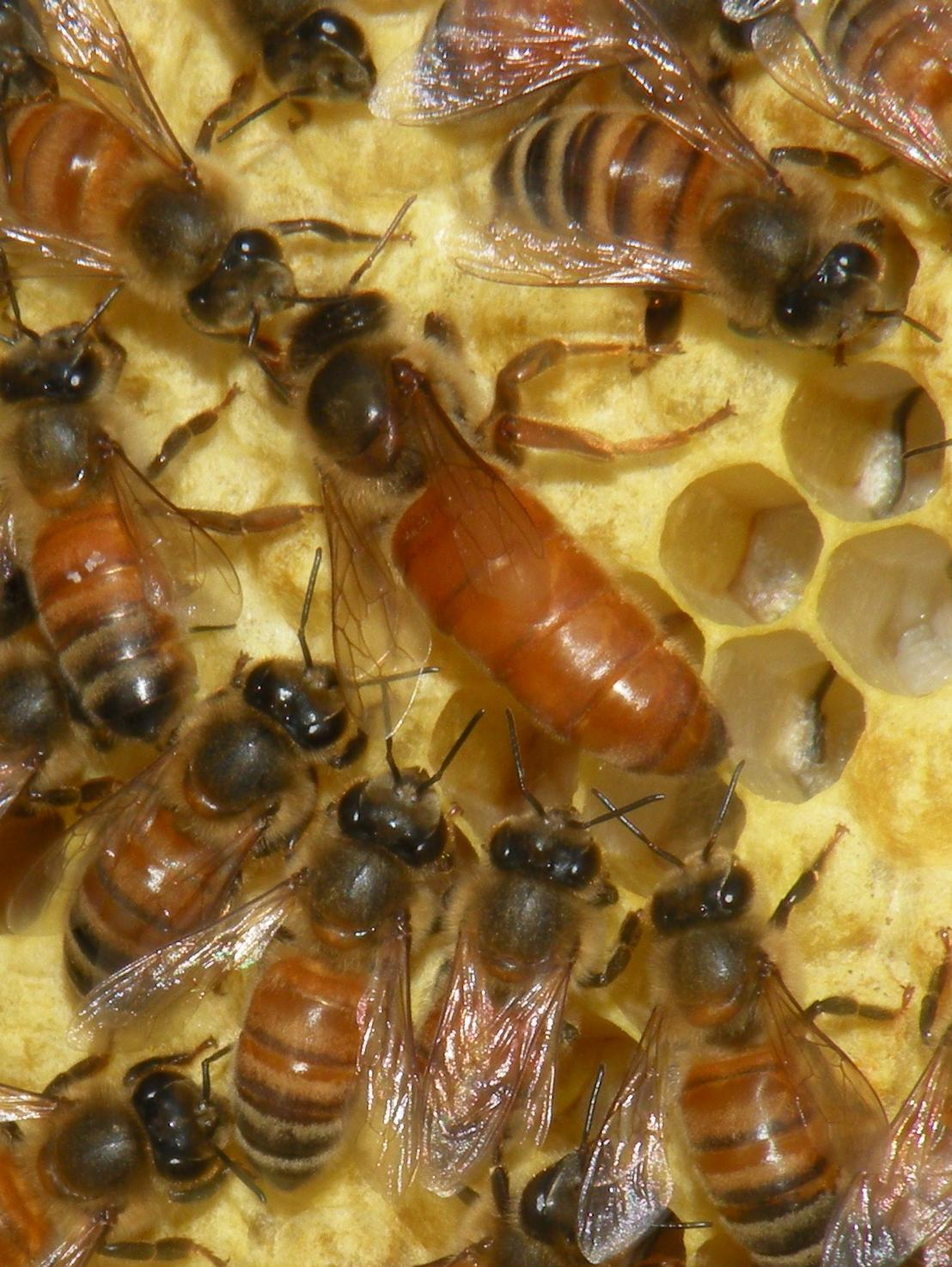
セイヨウミツバチの女王蜂と働き蜂。ともに雌であり、不稔二形性の一例である。

二形性（にけいせい、二型性、英: dimorphism）は、同一の生物が二つの異なった形質を示す状態のことを指す生物学用語である。ここで、同一の生物は、同種という意味でもあるが、同一個体内で起こる現象に対しても用いられる。多形性の一つであり、相違する状態が2個である場合をいう。
以下に示すように、様々な場合がある。

## 葉の二形性
植物の葉が同一個体内で複数の形態を示すことを異形葉性というが、2型の異形葉が明瞭に区別できる場合、特に二形性（独: Blattdimorphismus）という。
また、シダ類では、胞子嚢をつける葉（胞子葉）とそうでない葉（栄養葉）が分化しているものも多く、そうした性質を持つものを二形（にけい、dimorphic）と表現する。なお、それに対して胞子嚢群をつける葉と栄養葉がその有無以外では区別ができないものを同形（どうけい、monomorphic）という。

## 二形性群体
群体を構成する生物では、その群体に異なる2形があることを二形性（英: colony dimorphism）といい、そのような群体を二形性群体（にけいせいぐんたい、英: dimorphic colony）という。
緑藻のボルボックス属では、栄養個虫と生殖個虫の分化が見られる。また、刺胞動物の花虫類では、一群体中に常個虫（autozooids）と管状個虫（siphonozooids）の区別が見られるものが存在する。ヒドロ虫類や苔虫動物のように、群体を構成する個虫の間に2形以上の形態や機能上の分化が見られる多型性群体を作るものも知られる。

## 性的二形

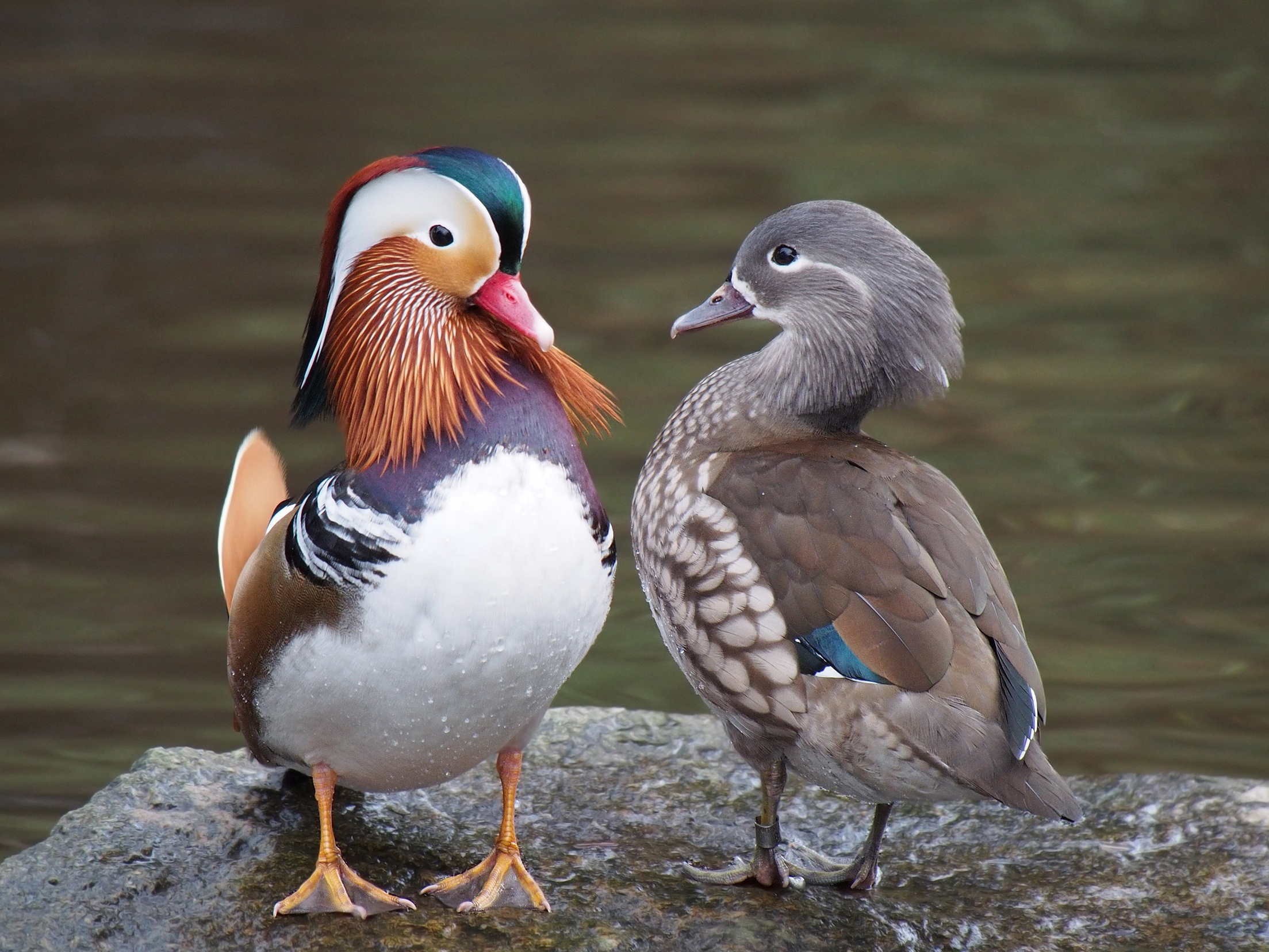
オシドリにみられる性的二形。雄（左）と雌（右）

雌雄の形態が明らかに異なる現象は、性的二形（せいてきにけい、sexual dimorphism）と呼ばれる。特に雌雄異体の動物で、外部形態が性によって異なる現象をいうことが多い。ふつう、雌雄そのものに直結した形質（生殖器官など）に対しては用いない。極端な例では、雄が派手な装飾を持つ鳥類や、ユムシ動物のボネリムシ Bonellia fulginosa のように雄が雌個体に寄生する矮雄（寄生雄）となるものがある。これらの雌雄差は、それぞれの性における繁殖戦略の結果であると説明される。
植物においては、雄花と雌花の形態が異なるときなどにこの語が用いられる。

## 不稔二形性
上記の性的二形とは異なり、同性であるが、機能の相違に関連して形態の差異があることを不稔二形性（ふねんにけいせい、独: Sterilitätsdimorphismus）という。
ミツバチの雌がワーカー（働き蜂）とクイーン（女王蜂）で形態に差異を生じるのは不稔二形性の一例である。このような社会性昆虫では、階級的な多形性が見られる。ワーカーとクイーンは繁殖に関して分業を行い、ワーカー内部でも分業があるものも知られている。

## 世代二形性
生活環内の異なる生殖法に関連して二形が存在する現象を世代二形性（せだいにけいせい、独: Generationsdimorphismus）という。
多室性有孔虫類では、大球形と小球形の二形が生じる。ワムシのヘテロゴニーでは、両性生殖雌虫と単為生殖雌虫が存在する。
ミズカビでは、二等頂鞭毛を持つ遊走子と二側面鞭毛を持つ遊走子がある。不完全菌類のスポロトリクム属 Sporotrichum や子嚢菌類のヒストプラズマ属 Histoplasma は酵母型と菌糸型の二型を生じる。

## 季節二形性
季節による形態の相違は、季節二形性（きせつにけいせい、英: seasonal dimorphism）という。季節型多型の一つである。
鱗翅目チョウ類では、春型と夏型の二型が見られる。ワムシやミジンコにも季節二形性が知られる。

## 核の二形性

ゾウリムシには大核（9）と小核（4）が存在する

繊毛虫類では、大核と小核の2種類の細胞核が存在し、核の二形性（かくのにけいせい、nuclear dimorphism）と呼ばれる。このような核を異形核（いけいかく、heteromorphic nucleus）または異形多核（heteromorphically multinucleate）という。